# Championnats NCAA de ski
Le Championnat NCAA de ski est un ensemble de championnats de ski organisées par la National Collegiate Athletic Association, association sportive universitaire américaine. La compétition a été créée en 1954 pour les hommes et en 1983 pour les femmes. 

## Palmarès
- 1954  Denver
- 1955  Denver
- 1956  Denver
- 1957  Denver
- 1958  Dartmouth
- 1959  Colorado
- 1960  Colorado
- 1961  Denver
- 1962  Denver
- 1963  Denver
- 1964  Denver
- 1965  Denver
- 1966  Denver
- 1967  Denver
- 1968  Wyoming
- 1969  Denver
- 1970  Denver
- 1971  Denver
- 1972  Colorado
- 1973  Colorado
- 1974  Colorado
- 1975  Colorado
- 1976  Colorado & Dartmouth
- 1977  Colorado
- 1978  Colorado
- 1979  Colorado
- 1980  Vermont
- 1981  Utah
- 1982  Colorado
- 1983  Utah
- 1984  Utah
- 1985  Wyoming
- 1986  Utah
- 1987  Utah
- 1988  Utah
- 1989  Vermont
- 1990  Vermont
- 1991  Colorado
- 1992  Vermont
- 1993  Utah
- 1994  Vermont
- 1995  Colorado
- 1996  Utah
- 1997  Utah
- 1998  Colorado
- 1999  Colorado
- 2000  Denver
- 2001  Denver
- 2002  Denver
- 2003  Utah
- 2004  New Mexico
- 2005  Denver
- 2006  Colorado
- 2007  Dartmouth
- 2008  Denver
- 2009  Denver
- 2010  Denver
- 2011  Colorado
- 2012  Vermont